# السيد عثمان (شخصية خيالية)
قالب:صندوق معلومات شخصية تاريخيّة
السيد عثمان أو عثمان بك (بالتركية: Osman Bey) هو بطل الرواية الرئيسي في المسلسل التلفزيوني التركي المؤسس عثمان، الذي قام بدوره بوراك أوزجيفيت. ظهر أيضًا كشخصية داعمة في سابقها، قيامة أرطغرل، حيث يلعب دوره إمري اوجتبا الشخصية مستوحاة من عثمان الأول، مؤسس الدولة العثمانية.

## خلفية
عثمان هو الابن الثالث المتنبأ به وأصغر أبناء السيدة أرطغرل وحليمة خاتون. قبل ولادته، ظهر في العديد من الأحلام النبوية عن والده وأمه وأجداده، سليمان شاه وهايماه خاتون، مما يشير إلى أن لديه مصيرًا عظيمًا ليكون الزعيم المستقبلي للأتراك والمسلمين.

### شخصية
كان عثمان متحديًا عندما كان طفلاً، وكان حريصًا على الحفاظ على شرف قبيلته ومحاربة الأعداء، وغالبًا ما كان يتعارض مع رغبات والده. لقد شكل علاقة وثيقة بشكل خاص مع محاربي أرطغرل، بامسي بيريك وعبدالرحمن ألب ، الذين أعجبوا بشبهه مع أرطغرل.

## قصة

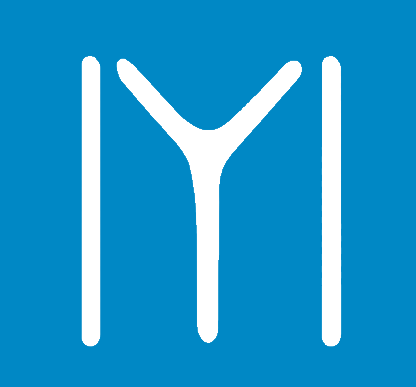
علم قبيلة كايي تحت حكم أرطغرل

### فيقيامة أرطغرل
بعد الكثير من التنبؤات والأحلام النبوية، يظهر عثمان لأول مرة عندما ولد لأرطغرل غازي والسلطانة حليمة وهو الابن الثالث والأصغر لهما. ولسوء الحظ، تميزت ولادة عثمان بمأساة حيث أدت إلى وفاة والدته التي ماتت أثناء ولادته. وفاة والدته ستترك المولود عثمان بدون حليب أمه. في النهاية، أصبحت سوجاي خاتون والدة عثمان من الحليب . سيصبح هدفًا للمغول، ألانجويا - أخت عدو والده، بايكو نويان . سوف تتسلل إلى قبيلة كايي. ومع ذلك، سيتم إنقاذه من قبل جدته،السيدة هايماه. بعد أن استقرت قبيلة قايي في سوغوت ، استمر عثمان في النمو وأصبح مقاتلًا شجاعًا، وكان أول أبناء أرطغرل يتقن استخدام الأسلحة، على الرغم من صغر سنه.
ثم يظهر كصبي يبلغ من العمر 10 سنوات في الموسم الخامس الذي يبدأ بإنقاذ رجل عجوز وابنته من مجموعة من البيزنطيين. نظرًا لأنه مجرد طفل، فقد أصيب، ولم ينج إلا بمساعدة السيدة إلبيلجي، ابنة السيد أومور. مع مرور الموسم، قرر أرطغرل الزواج من إيلبيلجي، وكان عثمان هو الوحيد من بين أبنائه الذي اختلف معه، وأظهر ارتباطه بوالدته. ويظهر هذا الارتباط مرة أخرى عندما يتم اختطافه من قبل المغول، حيث يدرك شامانية أنه سيؤسس الدولة العثمانية ، حيث يتذكر والدته، وبعد أن ذهب بامسي بيريك ، الذي اختطفه البيزنطيون، لاحتضان والدته بعد أن تم إنقاذها. ، منزعجًا بشكل واضح من غياب والدته. في الحالة الأخيرة، يشعر بالارتياح من خالته، سالجان ، التي يعتبرها شخصية الأم. وينتهي الموسم بزواج أرطغرل وإلبيلجي.

### الموسم 1
يظهر السيد عثمان كشاب شجاع عندما ينقذ تكفور كولوكاحصار عندما كان على وشك أن يقتل على يد الأميرة صوفيا التي لا ترحم، رغم أنها نجحت لاحقًا في قتل تكفور. يستطيع عثمان أن يرى من خلال علي شار ، المخادع سلجوق سنجق بكي ، وخطط صوفيا، ويحذر دوندار، وعمه والبديل باي من كاي أثناء غياب أرطغرل، عنهم، على الرغم من رفضه الاستماع. كما يقع عثمان في حب ابنة شيخ أديب علي، التي تدعى بالا، على الرغم من أن الشيخ يحاول تعليم عثمان الصبر بعدم موافقته في البداية على الزواج. مع استمرار كولوكاحصار و علي شار في أن يصبحا أكثر عدوانية ضد كايي، يرسل غيخاتو القائد بالغاي لإحداث المزيد من المشاكل ومنع كايي، وخاصة عثمان، من التمرد ضد المغول. يسبب دوندار المزيد من المشاكل لعثمان عندما يقتل عليشار ابن دوندار ويلقي باللوم على عثمان. بعد فترة وجيزة، جنبًا إلى جنب مع التهديد من كولوكاحصار، تم الكشف عن الحقيقة لدوندار، وتم قطع رأس علي شار على يد عثمان. تزوج عثمان لاحقًا من بالا بموافقة إديبالي بعد أن رأى حلمًا رمزيًا ، بعد أن اضطر إلى تجاهل حب ابن عمه السيدة أيجول له. بعد ذلك، بعد العديد من الصعوبات، من المفترض أن بالجاي قُتل على يد عثمان أثناء غزو كولوكاحصار مع وفاة صوفيا على يد عثمان في هذه العملية.

### الموسم الثاني

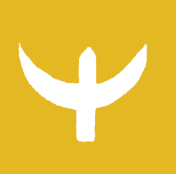
علم قبيلة كايي في عهد عثمان

بعد عودة أرطغرل إلى القبيلة، يسعى يافلاك أرسلان ، أوتش باي الجديد، إلى إنشاء دولته الخاصة ويرى السيد عثمان كعقبة، على الرغم من أنهم اتحدوا لاحقًا ضد التهديد الجديد الذي شكله المغول جيهاتو ، الذي تحالف مع تكفور الجديد. إنغول ، القائد آيا نيكولا ، ضد أتراك الأناضول . كما تصل طارغون خاتون إلى القبيلة لتقتل عثمان بهدف إنقاذ والدها الذي أسرته من آيا نيكولا، رغم أنها تقع في حبه ثم تخبر عثمان بمشاكلها. إلى جانب كل هذا، يتم انتخاب السيد عثمان علي سيد القبيلة الجديد، متغلبًا على أقاربه سافجي ودوندار، بعد وفاة والده، الأمر الذي أزعجه كثيرًا، بينما يقرر الزواج من زوجة ثانية بناءً على وصية والده ويغير علم كايي. عندما يسمم طارغون السيدة بالا من أجل الزواج من عثمان، يتم نفيها، مما يؤدي إلى رغبتها في الانتقام من عثمان. بعد وفاة تارغون، يلتقي عثمان مع مالهون خاتون ويبدأ معركة كبرى مع البيزنطيين، المعروفة تاريخيًا باسم معركة جبل أرمينيا ، بالإضافة إلى محاولته العثور على الخائن في كايي، حيث يساعد دوندار الغيور البيزنطيين في نصب الفخاخ له. في النهاية، أنهى السيد أومور، والد السيدة مالهون، عداوته تجاه عثمان وسلم الخاتم الذي استنتج عثمان أنه خاتم دوندار، مما كشف دوندار كخائن. كما أنه يواجه وصول شامان توغاي ، ابن عدو والده بايكو نويان. نصحه شيخ أديب الي في النهاية بالزواج من مالهون خاتون لانجاب ابن وريث لكايي، وهو ما وافق عليه على مضض. في النهاية أنجب مالهون ولداً اسمه أورهان . وتتضاعف فرحته عندما تكشف زوجته الأولى بالا خاتون عن حملها.

### الموسم الثالث
إمارة عثمان آخذة في الارتفاع وهو الآن يسعى وراء العالم الكاثوليكي والإمبراطور البيزنطي نفسه. يواجه أيضًا معارضة ليس فقط آيا نيكولا تيكفور إنيغول، ولكن أيضًا روغاتوس تكفور بيلجيك، وميخائيل كوسيس تيكفور هارمان كايا. يقبض على الأب غريغور ويقيم علاقة سياسية مع السيد تورغوت. يظهر عثمان على أنه باي تركي قوي. تم سماع صلاة هو وزوجته الأولى بالا من أجل طفل وسرعان ما رزقا بطفل اسمه علاء الدين علي .
تم اتهام عثمان لاحقًا بمحاولة اغتيال السلطان مسعود على يد وزير السلطان الخائن، علم شاه. تمت إزالة عثمان من لقب السيد من قبيلة كايي واستبداله بغوندوز الذي خدعه الوزير وتأثر به. لكن عثمان أثبت في النهاية براءته وهزم علم شاه وأعدمه. ثم يستعيد قيادته للقبيلة ويغفر لغوندوز.
مرت عدة سنوات وتواصل قبيلة كايي الازدهار والنمو بقوة تحت قيادة عثمان. لقد حافظوا على هدنة مع الإمبراطورية البيزنطية واستفادوا منها. ومع ذلك، تم انتهاك الهدنة عندما اختطف الأستاذ أريوس أورهان وعلاء الدين علي وسلمهما إلى تكفور بيليجيك ونيكولا في محاولة لإيقاع عثمان في الفخ أثناء حفل زفاف الأول مع هولوفيرا ، ابنة زوجة البيزنطي تكفور باسيليوس. قتله السيد عثمان. ومع ذلك، يحبط عثمان خطط البيزنطيين من خلال إنقاذ أبنائه بمساعدة زوجاته، وينتهي به الأمر في النهاية بغزو بيليجيك - مما يؤدي إلى مقتل تكفور في هذه العملية. لسوء الحظ، عندما يعود عثمان إلى القبيلة في اليوم التالي منتصرًا من غزوه الأخير، تلفظ أمه بالتبني، سالجان خاتون، أنفاسها الأخيرة وتموت بين ذراعي عثمان - تاركة الجميع مدمرين.

## المواقف
عندما كان السيد أرطغرل على فراش الموت، قام دوندار بتحريض سافجي ليصبح السيد، مما أدى إلى قتاله مع عثمان. توقف كل هذا عندما تعافى أرطغرل قليلاً، لكنه توفي بعد فترة وجيزة. أصبح عثمان بعد ذلك السيد، بينما قبله سافجي، على الرغم من أن دوندار لا يزال يسعى للحصول على الإمارة.

## الاستقبال والجوائز
في عام 2020، التقى الوزير الاتحادي الباكستاني للعلوم والتكنولوجيا فؤاد شودري مع بوراك أوزجيفيت عندما زار مجموعة المؤسس عثمان مع عائلته. من غير المعروف متى التقى بالممثل التركي ولكن من المحتمل أن يكون ذلك بعد أن أصبح السيد عثمان بسبب ملابس بوراك. كما قام بوراك أوزجيفيت وبعض أعضاء فريق التمثيل الآخرين بزيارة الشيشان بدعوة من الرئيس الشيشاني رمضان قديروف .

## في وسائل الإعلام الأخرى
تم تصوير عثمان في المسلسل التلفزيوني التركي المؤسس: 1299 (1988) ، للمخرج يوجل جكمكلي ، المقتبس من رواية تحمل نفس الاسم.

## أنظر أيضا
- قائمة شخصيات قيامة أرطغرل
- قائمة شخصيات المؤسس عثمان